# Adam Sandurski

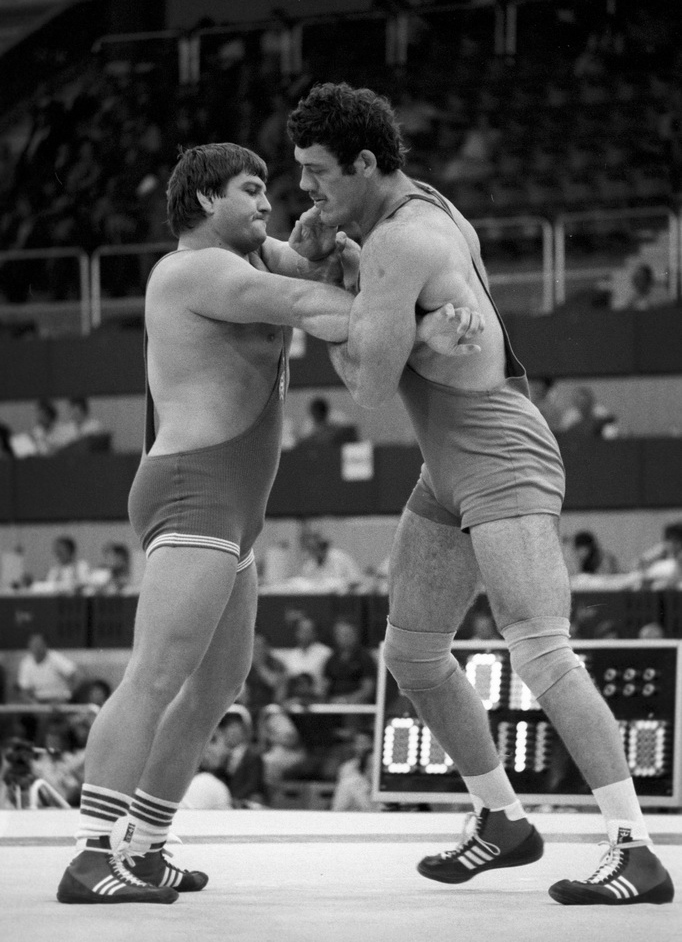
Adam Sandurski (vpravo) bojuje s Józsefem Ballou z Maďarska

Adam Sandurski (* 8. února 1953 Zarzecze, Polsko) je bývalý polský zápasník, volnostylař. V roce 1980 vybojoval na olympijských hrách v Moskvě bronzovou medaili v kategorii nad 100 kg. V roce 1988 v Soulu vybojoval v kategorii do 130 kg sedmé místo.